# Daptrius ater
Il caracara nero (Daptrius ater Vieillot, 1816) è un uccello rapace della  famiglia Falconidae. È l'unica specie del genere Daptrius.

## Distribuzione e habitat
Il caracara nero si trova in Bolivia, Brasile, Colombia, Ecuador, Guiana francese, Guyana, Perù e Venezuela.
Il suo habitat naturale sono le foreste tropicali o subtropicali umide del sud e gli ambienti degradati di vecchie foreste.

## Tassonomia
Il genere Daptrius è oggi considerato un genere monospecifico. Il caracara dal collo rosso, in passato collocato in questo genere, è oggi inserito nel genere monospecifico Ibycter (Ibycter americanus).